# Thalictrum delavayi
Thalictrum delavayi là một loài thực vật có hoa trong họ Mao lương. Loài này được Franch. miêu tả khoa học đầu tiên năm 1886.

## Hình ảnh

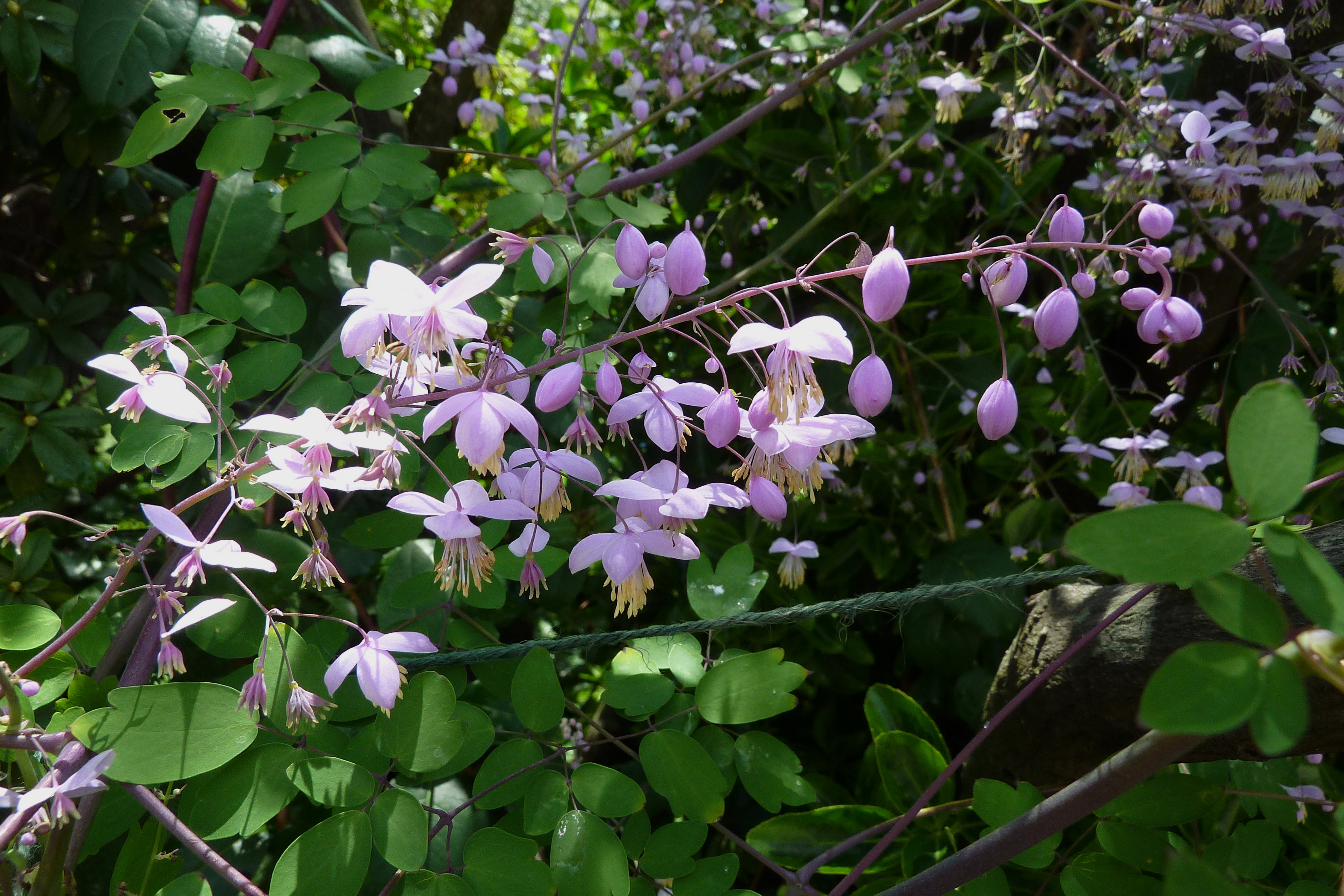
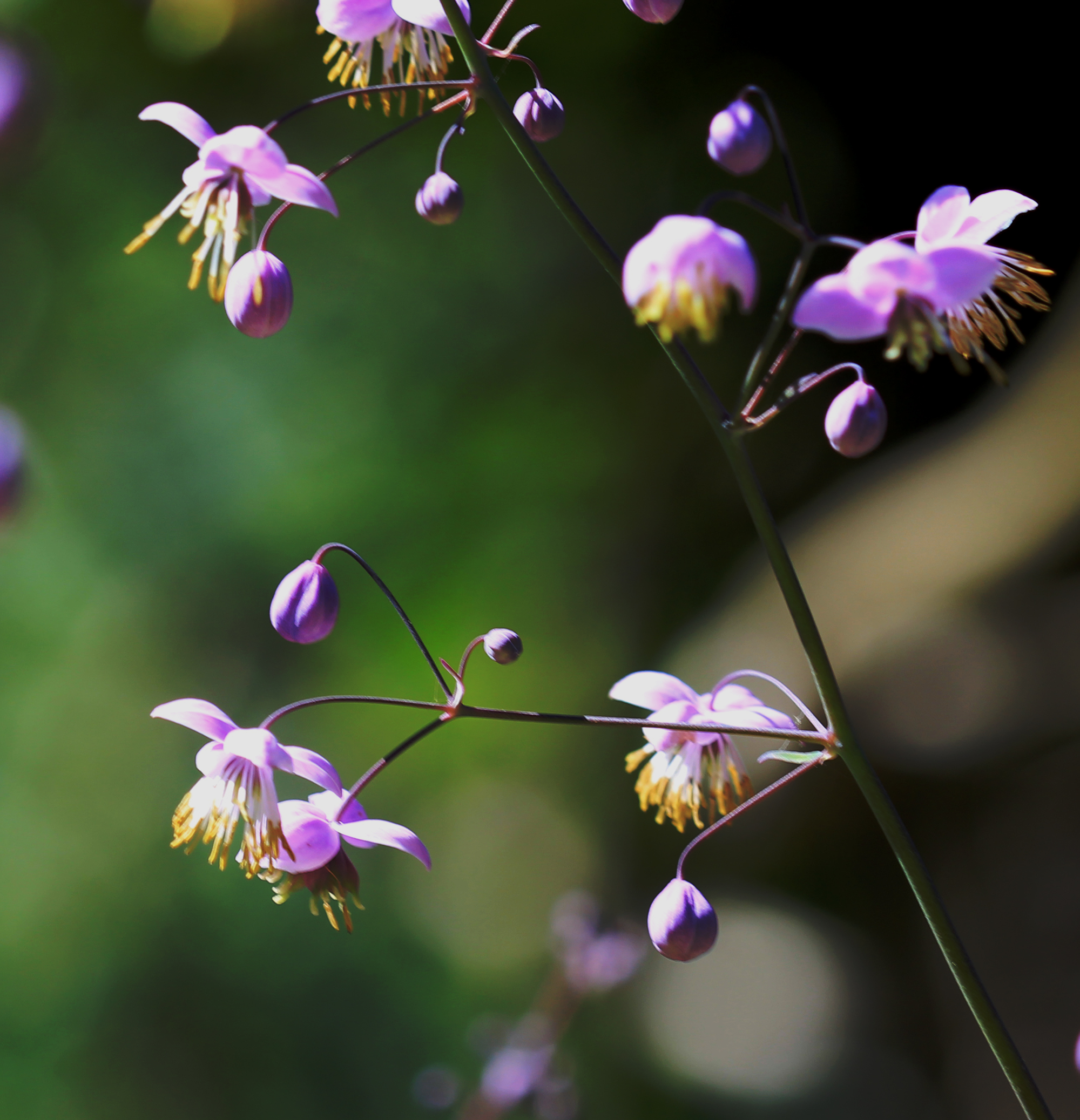
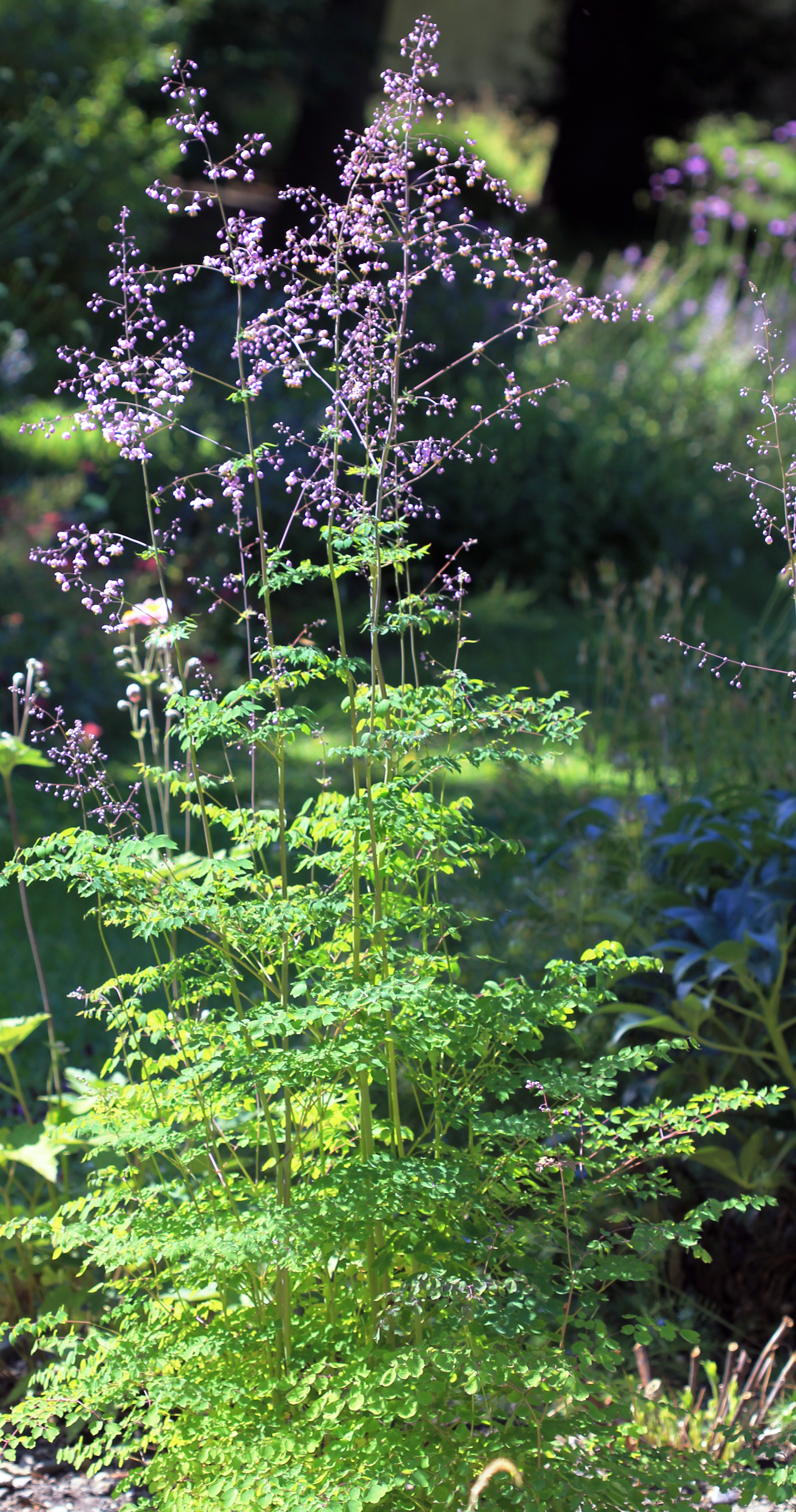
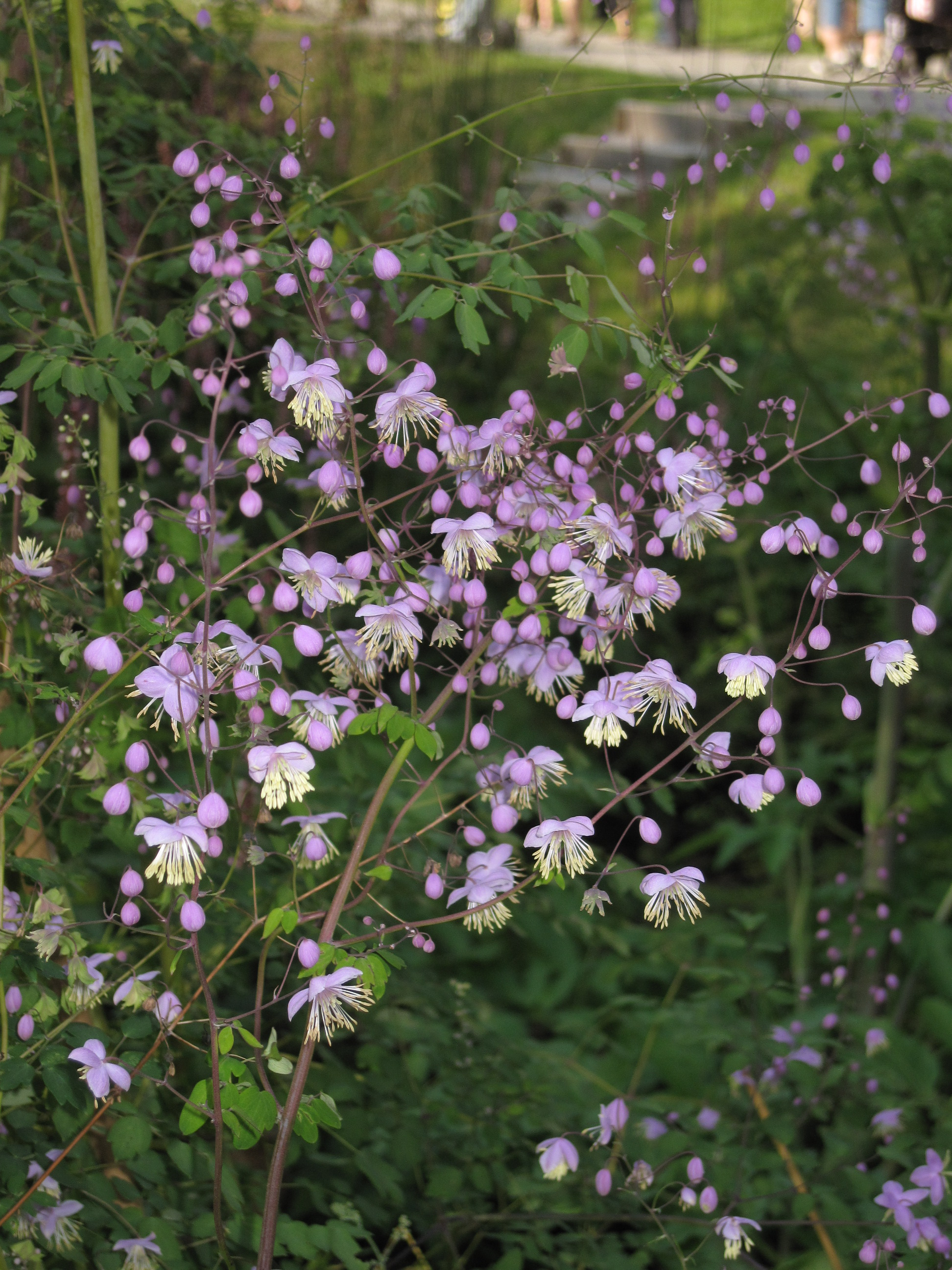